# Drepanulatrix lenitaria
Drepanulatrix lenitaria là một loài bướm đêm trong họ Geometridae.